# Дидгори (бронемашина)
Дидгори (груз. დიდგორი) — семейство бронемашин, разработанных в Грузии. Название выбрано в честь Дидгорской битвы.

## История создания и производства
Бронемашина была разработана в 2011 году государственным военным научно-техническим центром Дельта, имеющим в своем составе практически все оборонные предприятия и научно-исследовательские институты Грузии, такие как Тбилисский авиазавод, Тбилисский танкоремонтный завод.
14 бронемашин «Дидгори» и «Дидгори-2» были впервые показаны на параде в Тбилиси 26 мая 2011 года, в день независимости Грузии.

## Конструкция
Бронемашина построена на основе шасси и агрегатов от пикапов серии Ford Super Duty. Имеет обычную компоновку с передним расположением двигателя, отделением управления в средней части машины, в кормовой части машины расположено десантное отделение. Экипаж машины состоит из двух человек, предусмотрена возможность перевозки нескольких пехотинцев. Корпус бронемашины сварной, изготовлен из стальных броневых листов, расположенных под углом.
В бортах боевого отделения имеется две двери для водителя и командира машины, третья дверь для посадки и высадки десанта находится в корме машины.
На крыше могут быть установлены различные виды оружия: например, 40-мм автоматический гранатомёт или противотанковое управляемое оружие.
Бронемашина оснащена тепловизорами переднего и заднего обзора компании Флир системз. Информация с камер выводится на три дисплея: один для механика-водителя, один для командира и ещё один для пехотинцев.

## Броня
Бронирование обеспечивает защиту от огня из стрелкового оружия и осколков артиллерийских снарядов. Противоминная защита «Дидгори» соответствует уровню 2b STANAG. Бронезащита нижней части машины состоит из 3 слоёв, где средний слой обеспечивает защиту от взрывной волны, два других слоя защищают экипаж от осколков, лобовое стекло пуленепробиваемое.

## Модификации
- Didgori- 1 — Экипаж 8+1 (пулемётчик), V-образный
- Didgori-2 — Экипаж 6+3 (пулемётчик).
  - Дидгори управления и связи — 28 января 2014 года на презентации в Тбилиси были представлены две машины[6]
  - Дидгори с ракетным модулем — один демонстрационный образец представлен 26 мая 2015 года на выставке в Тбилиси[7]
- Didgori-3 — модель 2010 года, впервые представлена в мае 2012 года[8]
- Дидгори Медэвак — бронированная медицинская машина
- Didgori Meomari — самоходный 120-мм миномёт на базе бронемашины "Дидгори" с четырехдверным кузовом, демонстрационный образец представлен в 2019 году на выставке вооружения IDEX-2019. Боевая масса - 8,2 тонны, экипаж - 5 человек (водитель, командир и расчёт миномёта из трех человек). Миномётный комплекс представляет собой конструктивный аналог 120-мм миномётного комплекса "Алакран" испанской компании NTGS, но без приводов наведения миномёта[9].

## Эксплуатанты
- Грузия:
  - Сухопутные войска Грузии — 30 по состоянию на 2011 год

## Галерея

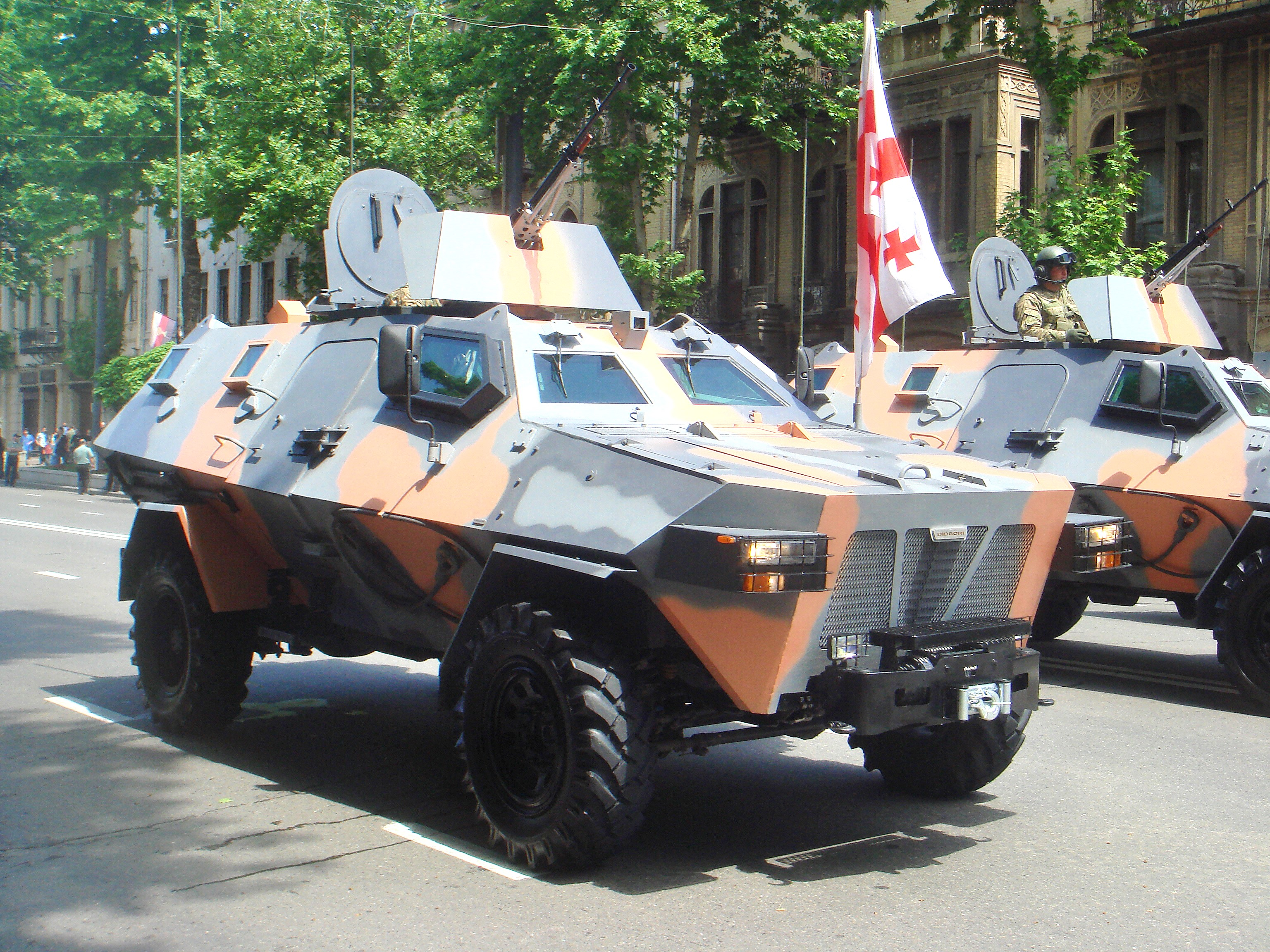
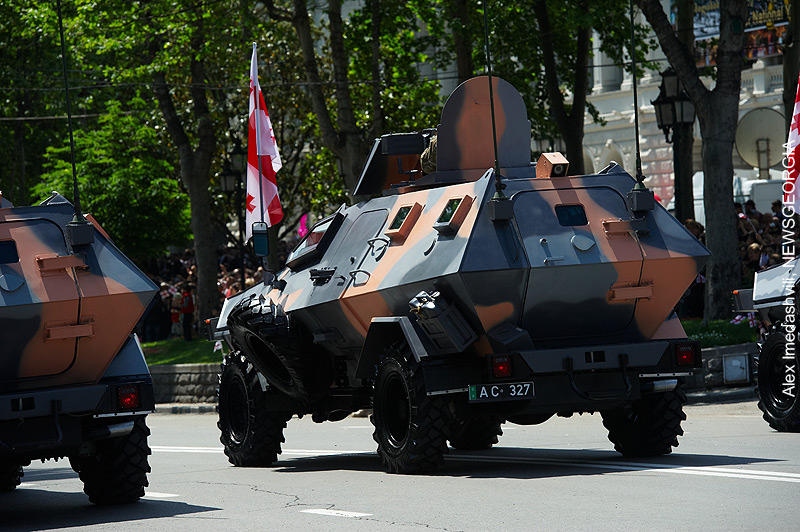
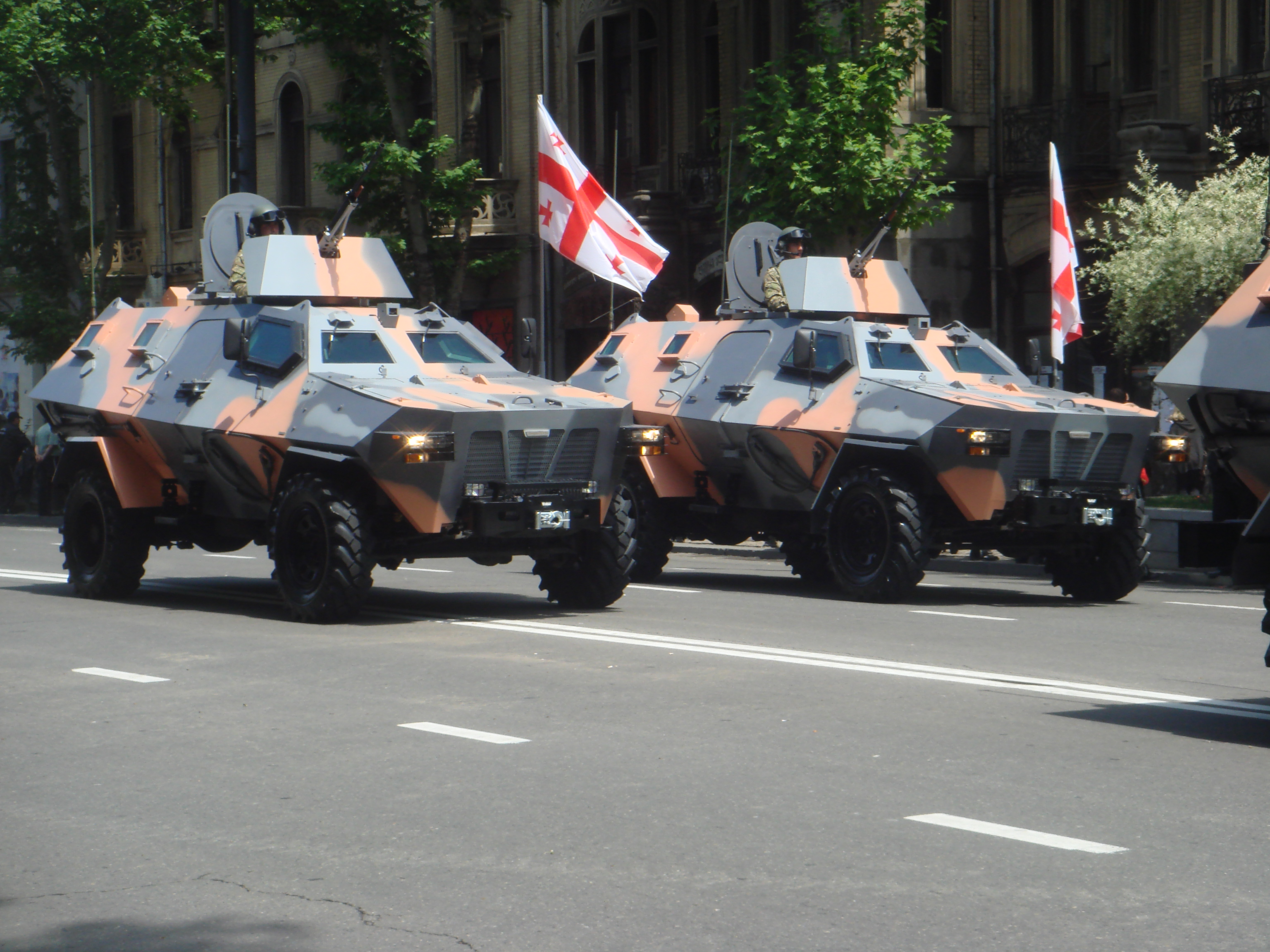